# Hosbach
Der Hosbach ist ein 10,8 km langer, rechter und südwestlicher Zufluss der Wehre im Werra-Meißner-Kreis im Nordostteil von Nordhessen (Deutschland).

## Name
Der Name wird als Ortsname Hassbach im Jahr 1140/1141 erstmals schriftlich erwähnt. Er leitet sich wohl vom althochdeutschen Personenname Haso ab.

## Verlauf
Der Hosbach entspringt im Südwestteil des Werra-Meißner-Kreises im Stölzinger Gebirge. Seine Quelle liegt zwischen dem nicht am Hosbach gelegenen Eltmannsee, einem südsüdwestlichen Stadtteil von Waldkappel, im Westen und Thurnhosbach, einem nordwestlichen Stadtteil von Sontra, im Osten. Sie befindet sich an der Nordostflanke des Hopfenkopfs (ca. 400 m ü. NHN) auf etwa 370 m Höhe.
Anfangs fließt der gänzlich entlang der Landesstraße 3459 verlaufende Hosbach ostwärts zum und durch das Dorf Thurnhosbach und dann ostsüdostwärts durch das Dorf Stadthosbach, ebenfalls ein Sontraer Stadtteil. Dort knickt der Bach nach Nordnordosten ab, um durch das Dorf Kirchhosbach, und dann nordostwärts, ins Dorf Bischhausen (beides Waldkappeler Stadtteile) zu verlaufen.
Schließlich mündet der Hosbach in Bischhausen auf rund 200 m Höhe in den dort von Westen kommenden Werra-Zufluss Wehre.

## Einzugsgebiet und Zuflüsse
Zu den Zuflüssen des Hosbachs, dessen Einzugsgebiet 20,516 km² umfasst, gehören mit orographischer Zuordnung (l = linksseitig, r = rechtsseitig), Gewässerlänge, Mündungsort mit Hosbachkilometer und Einzugsgebiet (flussabwärts betrachtet) /:
- Weissenbach (l; 0,5 km), in Thurnhosbach (nahe km 8,15), 0,994 km²
- Ziegelbach (l; 1,5 km), unterhalb Kirchhosbach (nahe km 2,65), 1,24 km²